# Тернопільський національний технічний університет імені Івана Пулюя
Тернопільський національний технічний університет імені Івана Пулюя (ТНТУ ім. І. Пулюя) — заклад вищої освіти, заснований у 1960 році. Університет забезпечує підготовку фахівців технічних спеціальностей усіх освітньо-кваліфікаційних рівнів, докторів і кандидатів наук.

## Історія університету
11 листопада 1960 року було організовано Тернопільський загальнотехнічний факультет на базі Львівського політехнічного інституту з вечірньою та заочною формами навчання. Деканом було призначено доцента Столярчука В. П., а навчальний процес здійснювали 12 викладачів. 

З лютого місяця 1962 року деканом став доцент Щербаков А. О. Цього ж року розпочалася підготовка фахівців за денною формою навчання.
15 травня 1964 року факультет реорганізовано в Тернопільську філію Львівського політехнічного інституту з кафедрами вищої математики, нарисної геометрії та графіки, технічної механіки, фізики й енергетики. Філію очолив чинний декан — доцент Щербаков А. О. 
Протягом 1964–1968 років було сформовано нові кафедри: суспільно-політичних наук, теоретичної механіки, іноземних мов, технології металів, верстатів та інструментів, фізики, загальної й теоретичної електротехніки, фізичного виховання. Філія готувала фахівців за такими спеціальностями: технологія машинобудування, металорізальні верстати та інструменти, електровимірювальна техніка та радіотехніка.
У березні 1968 року директором філії призначено доцента Поліщука А. Г. 
У жовтні 1985 року директором призначено професора Олега Миколайовича Шаблія. З його ініціативи було запроваджено нові спеціальності: технологія та обладнання зварювального виробництва, автоматизація технологічних процесів і виробництв, приладобудування, біотехнічні й медичні апарати та системи. Збудовано новий навчально-лабораторний корпус. 
27 лютого 1991 року на базі Тернопільської філії Львівського політехнічного інституту створено Тернопільський приладобудівний інститут — другий вищий навчальний заклад такого профілю в Україні. Першим ректором було обрано професора Олега Шаблія. На той час в інституті існували 3 факультети, що об'єднували 13 кафедр. Загальна кількість студентів становила 2420 осіб. В інституті працювали 150 викладачів, із них 76 докторів і кандидатів наук. 
З квітня 1995 року заклад освіти названо на честь українського вченого та громадського діяча — Івана Пулюя. Згідно з рішенням Міжгалузевої акредитаційної комісії, 1994 року університет акредитовано в повному обсязі за IV рівнем.
```
Постановою Кабінету Міністрів України №1563 від 30 грудня 1996 року на базі Тернопільського приладобудівного інституту імені Івана Пулюя створено Тернопільський державний технічний університет імені Івана Пулюя. Ректором університету затверджено академіка 
Олега Шаблія
.
```

16 березня 2007 року відбулися вибори ректора ТДТУ, за результатами яких через місяць на посаду ректора затверджено Петра Яснія.
Указом Президента України №1024/2009 від 11 грудня 2009 року університету надано статус національного, з відповідною зміною назви.
16 червня 2022 року в другому турі виборів Миколу Митника було обрано ректором університету. 25 липня його призначено на посаду згідно з наказом Міністерства освіти і науки України.

## Структура
У складі університету функціонують 4 факультети: 
- Факультет прикладних інформаційних технологій та електроінженерії;
- Факультет інженерії машин, споруд та технологій;
- Факультет комп'ютерно-інформаційних систем і програмної інженерії;
- Факультет економіки та менеджменту.

На 36 кафедрах університету здійснюється підготовка кваліфікованих робітників, бакалаврів, інженерів, менеджерів і магістрів за 26 напрямками базової освіти та 28 спеціальностями повної вищої освіти. Ліцензований обсяг прийому 2015 року на денну й заочно-дистанційну форми навчання становив:
| Форма навчання     | Бакалавр   | Спеціаліст | Магістр   |
| ------------------ | ---------- | ---------- | --------- |
| Денна              | 1320 місць | 725 місць  | 620 місць |
| Заочно-дистанційна | 1195 місць | 795 місць  | 570 місць |

До складу Тернопільського національного технічного університету імені Івана Пулюя також входять: Технічний ліцей, Технічний коледж, Гусятинський коледж, Зборівський коледж. Загальна кількість студентів, учнів, слухачів, магістрів та аспірантів станом на 2022 рік — понад 6000 осіб.
ТНТУ є засновником та провідним закладом обласного навчально-наукового об'єднання «Технічні кадри», Малої Академії наук, навчально-наукових виробничих комплексів «Світло», «Ґазда», «Достаток», «Агромаш», «Комп'ютер». Підготовка учнів до університету проходить e Технічному ліцеї університету та ВАТ «Ватра», у ліцеї-школі в с. Доброводи, спеціалізованих школах і гімназіях.
В університеті функціонує магістратура, аспірантура та докторантура, працюють спеціалізовані ради із захисту докторських і кандидатських дисертацій із 8 спеціальностей. За останні 4 роки було опубліковано 710 статей, 15 монографій, 20 навчальних посібників, отримано більш як 40 патентів України.

### Факультети та спеціальності

#### Факультет комп'ютерно-інформаційних систем і програмної інженерії (ФІС)
- 121 — Інженерія програмного забезпечення
- 122 — Комп'ютерні науки та інформаційні технології
- 123 — Комп'ютерна інженерія
- 124 — Системний аналіз
- 125 — Кібербезпека
- 126 — Інформаційні системи та технології

#### Факультет прикладних інформаційних технологій та електроінженерії (ФПТ)
- 141 — Електроенергетика, електротехніка та електромеханіка
- 151 — Автоматизація та комп'ютерно-інтегровані технології
- 152 — Метрологія та інформаційно-вимірювальна техніка
- 153 — Мікро- та наносистемна техніка
- 163 — Біомедична інженерія
- 172 — Телекомунікації та радіотехніка

#### Факультет інженерії машин, споруд та технологій (ФМТ)
- 131 — Прикладна механіка
- 133 — Галузеве машинобудування
- 181 — Харчові технології
- 192 — Будівництво та цивільна інженерія
- 208 — Агроінженерія
- 274 — Автомобільний транспорт
- 275 — Транспортні технології (автомобільний транспорт)

#### Факультет економіки та менеджменту (ФЕМ)
- 051 — Економіка
- 053 — Психологія
- 071 — Облік і оподаткування
- 072 — Фінанси, банківська справа та страхування
- 073 — Менеджмент
- 281 — Публічне управління та адміністрування
- 075 — Маркетинг
- 076 — Підприємництво, торгівля та біржова діяльність
- 241 — Готельно-ресторанна справа

## Професорсько-викладацький склад
Професорсько-викладацький склад представляють понад 200 викладачів, зокрема один член-кореспондент НАН України, один член Нью-Йоркської академії наук, 10 академіків і членів-кореспондентів галузевих академій наук, 24 доктори наук, професори, понад 140 кандидатів наук і доцентів. Серед них: доктор технічних наук, професор П. В. Ясній; академік Академії інженерних наук, доктор фізико-математичних наук, професор, заслужений діяч науки та техніки України О. М. Шаблій; академік ІАУ, заслужений винахідник України, доктор технічних наук Б. М. Гевко; доктор технічних наук, професор Р. М. Рогатинський; доктор технічних наук Т. I. Рибак. Професори: Л. Д. Дідух, В. М. Ніконенко, I. I. Зубченко, П. Д. Стухляк, В. I. Гринчуцький, В. Г. Юкало, М. П. Карпінський; доценти: М. С. Михайлишин, П. Д. Кривий, Б. П. Татарин, В. В. Лобас, Б. Г. Шелестовський, В. Б. Кухарська, Я. І. Проць, М. І. Паламар, І. В. Бакушевич, Б. I. Яворський та інші.

## Випускники
Багато з випускників закладу освіти пов'язали свою подальшу професійну діяльність з університетом, зокрема ректор, член-кореспондент Інженерної академії України, доктор технічних наук П. В. Ясній; завідувач кафедри конструювання верстатів, інструментів та машин професор I. В. Луців; член Спілки письменників України, громадсько-культурний діяч, проректор із гуманітарної освіти та виховної роботи, доцент Олег Герман; декан факультету комп'ютерних технологій професор П. Д. Стухляк.
Відомі випускники ТНТУ:
- А. І. Кучеренко — колишній тернопільський міський голова;
- О. I. Яловий — комерційний директор акціонерного СП «Латвія-Німеччина»;
- М. Г. Данильченко — заступник голови обласної державної адміністрації;
- В. В. Щиренко — генеральний директор АТ «Ватра»;
- О. М. Драган — комерційний директор АТ «Ватра»;
- О. С. Калайджан — директор ВАТ «Тернопільський комбайновий завод»;
- В. П. Дейнекін — директор заводу «Сатурн»;
- А. М. Навроцький — виконавчий директор заводу «Сатурн»;
- О.I.Караванський — керівник ВАТ «Тернопільгаз»;
- О. В. Ковальчук — генеральний директор ВАТ «Булат»;
- Б. I. Симонов — заступник директора Київського заводу ім. Артема;

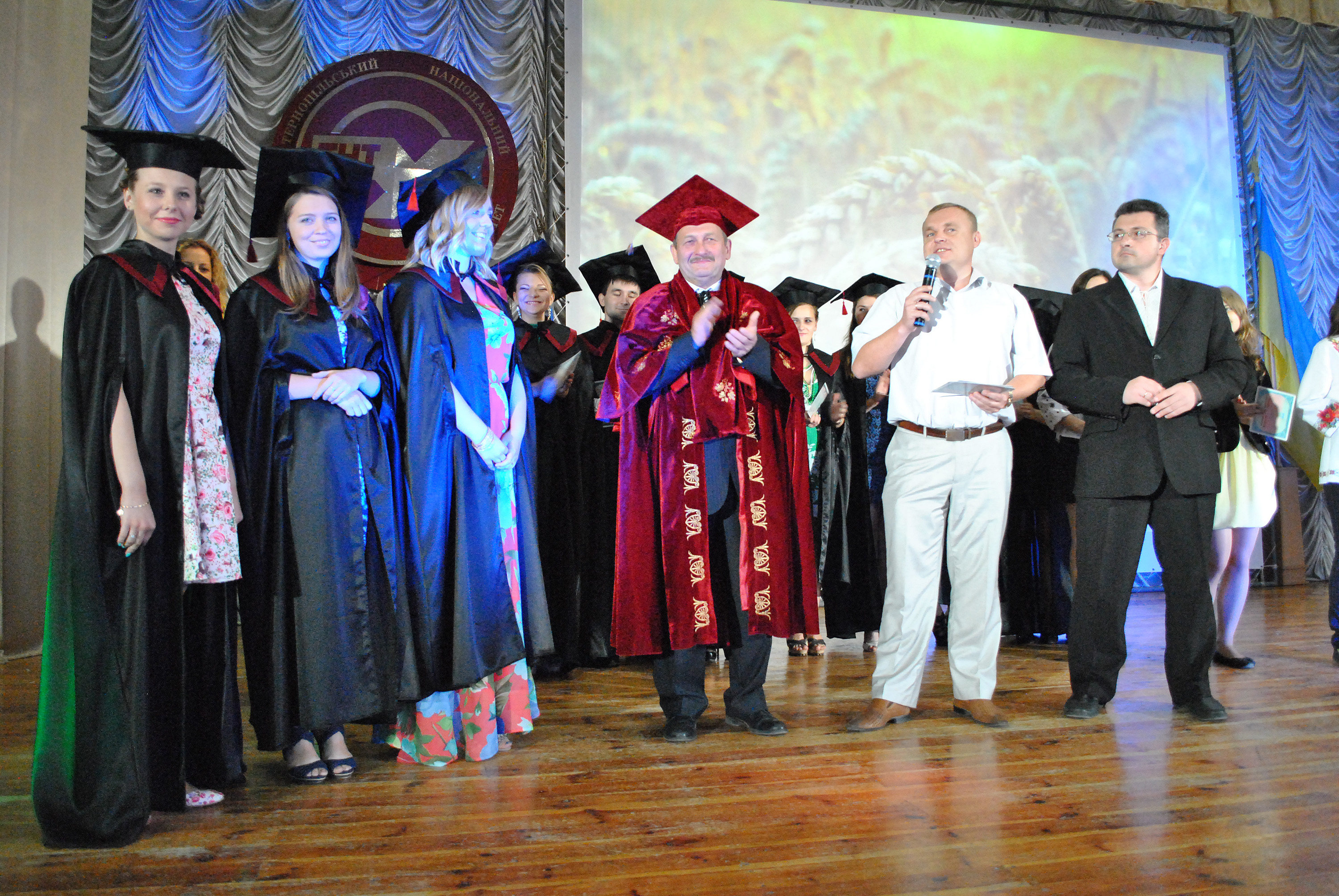
А. Д. Здирко, М. П. Білоус — заступники директора Кам'янець-Подільського приладобудівного заводу.  - Вручення дипломів випускникам 2014 року

## Навчальна та наукова діяльність
З 1995 року університет перейшов до підготовки фахівців за освітньо-професійними програмами Міносвіти України.

ТНТУ є організатором низки міжнародних конференцій, підтримує наукові зв'язки з провідними закордонними університетами США, Канади, Німеччини, Швеції, Великої Британії, Польщі, Китаю та інших держав.

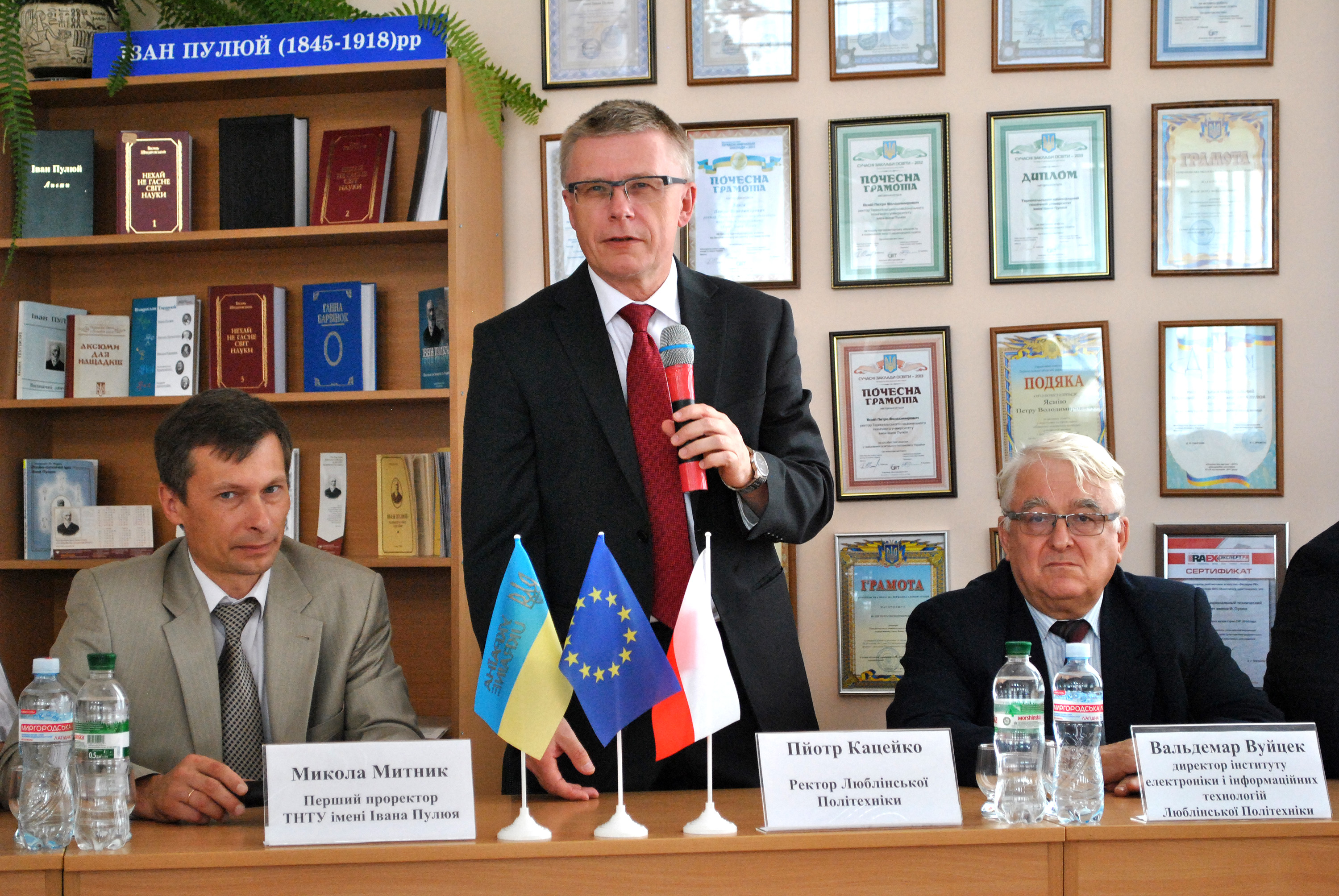
Співпраця із закордонними вишами — виступає ректор Люблінської політехніки Пйотр Кацейко

### Наукові періодичні видання
- Вісник Тернопільського національного технічного університету;
- Галицький економічний вісник;
- Соціально-економічні проблеми і держава.

### Інші періодичні видання
- Газета «Університетські вісті».

### Спеціалізовані вчені ради університету
Спеціалізована рада Д58.052.01 для захисту дисертацій на здобуття наукового ступеня доктора технічних наук за спеціальностями:
- 01.05.02 «Математичне моделювання і обчислювальні методи (з технічних наук)»

Голова ради: Лупенко Сергій Анатолійович, д.т.н., професор.
Спеціалізована рада Д58.052.02 для захисту дисертацій на здобуття наукового ступеня доктора технічних наук за спеціальністю
- 05.05.11 «Машини і засоби механізації сільськогосподарського виробництва».

Голова ради: Підгурський Микола Іванович, д.т.н., професор.
Спеціалізована рада Д58.052.05 для захисту дисертацій на здобуття наукового ступеня доктора економічних наук за спеціальністю:
- 08.00.04 «Економіка та управління підприємствами»

Голова ради: Шерстюк Роман Петрович, д.е.н., доцент.